# Vicky Gomersall
Victoria Charlotte Gomersall, née le 31 décembre 1971 à Cheltenham, une station thermale du comté anglais de Gloucestershire située au bord des Cotswolds, est une journaliste et animatrice de télévision britannique spécialisée dans le journalisme sportif. Elle débute à la BBC de Manchester puis travaille principalement pour Sky Sports depuis 2005,,,.

## Formation
Elle étudia à la Cheltenham Bournside School (en) elle courait pour le district de Cheltenham ayant pour héros Daley Thompson et jouait pour Fulham Ladies au football à 5. Elle obtint une licence en littérature anglaise et art dramatique de l'Université de Kingston de Londres.

## Vie prîvée
Vicky Gomersall a deux filles: Maya née en 2009 et Eliya née en 2014. Elle déclare être fan fan de Liverpool Football Club et suivre également Cheltenham Town. Gomersall énumère le football et le cricket comme ses premiers amours, mais aime également l'athlétisme.